# Komerční software
Komerční software je takový software, který je šířen za úplatu. To znamená, že pokud produkt chcete používat, musíte za to tvůrci zaplatit. Takový software je obvykle možné používat jen dle omezení dané jeho licencí. Často je tak omezen počet instalací software současně, přenositelnost licence či právo modifikace produktu. Příklady komerčního software jsou Microsoft Windows, Microsoft Office či Adobe Photoshop.
Komerční software je často brán jako synonymum pro proprietární software. Ve většině případů skutečně platí, že komerční software je zároveň proprietární, ale nemusí tomu tak být.

## Prodej „použitého“ software
Soudní dvůr Evropské unie (SDEU) 3. 7. 2012 rozhodl ve svém rozsudku, že obchodování s „použitými“ softwarovými licencemi je na půdě Evropské unie zcela legální. Výrobci software nemají dle soudu již nárok bránit dalšímu prodeji softwaru uvolněnému na volný trh. Podle SDEU se exkluzivita výrobce na distribuci počítačového programu, vztahují pouze na první prodej. Rozhodnutí platí pro software v jakékoliv formě, tedy jak pro hmotnou podobu (CD, DVD), tak i na software v nehmotné podobě (on-line). Výklad SDEU je dlouho očekávaným výkladem směrnice 2009/24/ES ze dne 23. dubna 2009 o právní ochraně počítačových programů.
Příkladem jsou například produkty Pagemaker of firmy Aldus nebo Microsoft Office 97 (dnes již zdarma), které byly dodávány se softwarovou ochranou licencí na disketách, dnes již nepoužívanou. Dnešní přístup většiny softwarových firem se podstatně změnil, především v důsledku přibývání a masového používání nových licencí, jako je například GNU.